# Покровка (селище, Донецький район)
Покро́вка — селище Харцизької міської громади Донецького району Донецькій області, Україна. Розташоване на березі Кринки за 43 км від Донецька. Відстань до Харцизька становить близько 15 км і проходить автошляхом Т 0507.

## Населення

### Мова
Розподіл населення за рідною мовою за даними перепису 2001 року:
| Мова            | Кількість | Відсоток |
| --------------- | --------- | -------- |
| українська      | 131       | 71.20%   |
| російська       | 52        | 28.26%   |
| інші/не вказали | 1         | 0.54%    |
| Усього          | 184       | 100%     |

За даними перепису 2001 року населення селища становило 184 особи, з них 71,2 % зазначили рідною мову українську та 28,26 %— російську.